# Гариб в стране Джиннов
«Гариб в стране Джиннов» (азерб. Qərib cinlər diyarında) — детский фильм, снятый в 1977 году советским режиссёром Алисаттаром Атакишиевым.

## Сюжет
Сказка повествует о несломленности человеческой силы воли, о том, что богатство не заменит родины и любви семьи.

## В ролях
- Бахтияр Ханизаде — Гариб / Сахиб
- Мухтар Маниев — Акшад
- Амалия Панахова — Зарри
- Гамлет Ханызаде — Раки
- Ага Гусейн Джавадов — Гарашад
- Гюльнара Эфендиева — Зеренгиз
- Фирангиз Шарифова — Тукез
- Алескер Мамедоглу — Асра
- Мубариз Алихан-оглы — Кесра
- Ахмед Ахмедов — Ригдас
- Гюндуз Аббасов — Сатана

## Съёмочная группа
- Автор сценария: Хикмет Зия
- Режиссёр-постановщик: Алисаттар Атакишиев
- Оператор-постановщик: Шариф Шарифов
- Композитор: Ариф Меликов

## Технические данные
- Цветной, 1 часть, 71 минута.
- Фильм снят на плёнке «Свема» Шостикинского химкомбината.